# Jonadi
Jonadi – miejscowość i gmina we Włoszech, w regionie Kalabria, w prowincji Vibo Valentia.
Według danych na rok 2004 gminę zamieszkiwało 2660 osób, 332,5 os./km².